# Г'юстон (округ, Техас)
31°19′ пн. ш. 95°26′ зх. д. / 31.32° пн. ш. 95.43° зх. д.
Округ Г'юстон (англ. Houston County) — округ (графство) у штаті Техас, США. Ідентифікатор округу 48225.

## Історія
Округ утворений 1837 року.

## Демографія
За даними перепису 2000 року загальне населення округу становило 23185 осіб, зокрема міського населення було 6749, а сільського — 16436. Серед мешканців округу чоловіків було 12355, а жінок — 10830. В окрузі нараховувалося 8259 домогосподарств, 5756 родин, які мешкали в 10730 будинках. Середній розмір родини становив 2,97.
Віковий розподіл населення поданий у таблиці:
| Стать    | До 15 років | 15-21 | 22-29 | 30-39 | 40-49 | 50-65 | 65-85 | Понад 85 |
| -------- | ----------- | ----- | ----- | ----- | ----- | ----- | ----- | -------- |
| Чоловіки | 2131        | 1185  | 951   | 2015  | 2289  | 2031  | 1555  | 198      |
| Жінки    | 2094        | 981   | 822   | 1286  | 1439  | 1794  | 1971  | 443      |

## Суміжні округи
- Андерсон — північ
- Черокі — північний схід
- Анджеліна — схід
- Триніті — південний схід
- Вокер — південь
- Медісон — південний захід
- Леон — захід

## Виноски
1. ↑  U.S. Decennial Census. United States Census Bureau. Архів оригіналу за 26 квітня 2015. Процитовано 30 квітня 2015.
2. ↑  Texas Almanac: Population History of Counties from 1850–2010 (PDF). Texas Almanac. Архів оригіналу (PDF) за 26 лютого 2015. Процитовано 30 квітня 2015.
3. ↑  State & County QuickFacts. United States Census Bureau. Архів оригіналу за 18 жовтня 2011. Процитовано 17 грудня 2013.(англ.) Наведено за англійською вікіпедією.
4. ↑  American FactFinder. Бюро перепису населення США. Архів оригіналу за 21 травня 2008. Процитовано 31 січня 2008.

| США | Це незавершена стаття з географії США. Ви можете допомогти проєкту, виправивши або дописавши її. |